# Bakerdania togatus
Bakerdania togatus är en spindeldjursart som först beskrevs av Rainer Willmann 1942.  Bakerdania togatus ingår i släktet Bakerdania och familjen Pygmephoridae. Inga underarter finns listade.